# 華夏銀行
華夏銀行（かかぎんこう、中国語：华夏银行、英語 : Hua Xia Bank）は、中華人民共和国の北京市東城区に本社を置く商業銀行である。1992年10月14日に首鋼集団により設立された。2003年9月12日には上海証券取引所に上場されている。
華夏銀行全国には349か所の拠点で営業を展開し、従業員は約1万人。総資産額は8915億元であった。（2010年3月末現在）